# Rezerwat przyrody Suśle Wzgórza
Suśle Wzgórza – faunistyczny rezerwat przyrody znajdujący się na terenie gminy Dołhobyczów, w powiecie hrubieszowskim, w województwie lubelskim.
- położenie geograficzne: Grzęda Sokalska
- powierzchnia (według aktu powołującego): 27,11 ha
- rok utworzenia: 1995
- dokument powołujący: Zarządzenie Ministra Ochrony Środowiska, Zasobów Naturalnych i Leśnictwa z 11 grudnia 1995 roku w sprawie uznania za rezerwat przyrody (MP nr 5, poz. 58).
- cel ochrony (według aktu powołującego): zachowanie ze względów naukowych i dydaktycznych stanowiska susła perełkowanego[1].

Rezerwat nie posiada obowiązującego planu ochrony. Jego obszar objęty jest ochroną czynną.
W zbliżonych granicach powołano specjalny obszar ochrony siedlisk sieci Natura 2000 „Suśle Wzgórza” PLH060019, który zajmuje powierzchnię 27,23 ha.